# Liste des réalisations des ateliers Simon-Marq en France
Pour un article plus général, voir Atelier Simon-Marq.
Cette liste recense les réalisations des ateliers Simon puis Simon-Marq en France de 1840 à nos jours. Elle n'est pas exhaustive et est destinée à s’enrichir au fur et à mesure du temps.

## Liste
| Site                                                   | Commune              | Département      | Région           | Dates       | Nombre de verrières | Commentaires                        | Numéros de baies                       | Base Palissy       |
| ------------------------------------------------------ | -------------------- | ---------------- | ---------------- | ----------- | ------------------- | ----------------------------------- | -------------------------------------- | ------------------ |
| Cathédrale Notre-Dame de Reims                         | Reims                | Marne            | Grand Est        | 1959        | 12                  | Jacques Simom                       | 115 à 125, 118 à 128                   | Dossier IM51004615 |
| Cathédrale Notre-Dame de Reims,                        | Reims                | Marne            | Grand Est        | 1974        | 3                   | Marc Chagall,                       | 0, 1 et 2                              | non                |
| chapelle de l'école saint-André Rue Raymond-Guyot      | Reims                | Marne            | Grand Est        | 1923        | 11                  | Paul et Jacques Simon               |                                        | non                |
| cité du vitrail                                        | Troyes               | Aube             | Grand Est        | 1928        | 1                   | La vitesse                          |                                        | non                |
| Basilique Saint-Remi de Reims                          | Reims                | Marne            | Grand Est        | 1959        | 9                   | Charles Marq                        | 0 à 8                                  | Dossier IM51004611 |
| Église Saint-Jacques de Reims                          | Reims                | Marne            | Grand Est        | 1965 à 1969 | ??                  | Joseph Sima                         | ??                                     | non                |
| Église Saint-Jacques de Reims                          | Reims                | Marne            | Grand Est        | 1968 à 1969 | ??                  | Maria Helena Vieira da Silva        | ??                                     | non                |
| Église Saint-Jacques de Reims                          | Reims                | Marne            | Grand Est        | 2010        | 13                  | Charles Marq                        | ??                                     | non                |
| Église Saint-Jacques de Reims                          | Reims                | Marne            | Grand Est        | 1933        | 4                   | Jacques Simon                       | Le baptême                             | non                |
| Église Saint-André                                     | Reims                | Marne            | Grand Est        | 1959        | 1                   | Brigitte Simon                      | 17                                     | Dossier IM51004469 |
| Bibliothèque Carnegie                                  | Reims                | Marne            | Grand Est        | 1928        | 1                   | Jacques Simon                       | Lanterne en pendentif du hall d’entrée | non                |
| Opéra de Reims,                                        | Reims                | Marne            | Grand Est        | 1929        | 1                   | Edgar Brandt                        | Bouclier lumineux                      | non                |
| Musée des Beaux-Arts de Reims                          | Reims                | Marne            | Grand Est        | 1910        | 1                   | Jacques Simon                       | La première stupeur du roi des airs    | non                |
| Au Petit Paris                                         | Reims                | Marne            | Grand Est        | 1923        | 1                   | Jacques Simon                       | La coupole                             | non                |
| Église paroissiale Saint-Lié                           | Ville-Dommange       | Marne            | Grand Est        | 1953        | 1                   | Brigitte Simon                      | 10                                     | Dossier IM51003881 |
| Collégiale Notre-Dame de Vitry-le-François             | Vitry-le-François    | Marne            | Grand Est        | 1962        | 1                   | Brigitte Simon                      | 1                                      | non                |
| Église Saint-Remy                                      | Branscourt           | Marne            | Grand Est        | 1917        | 1                   | Jacques Simon                       | 1                                      | Dossier IM51004103 |
| Église Notre-Dame                                      | Givet                | Ardennes         | Grand Est        | 1954        | 15                  | Brigitte Simon                      | 7 à 19, 21 et baie occidentale         | Dossier IM08000209 |
| Église Saint-Rémi                                      | Cheveuges            | Ardennes         | Grand Est        | 1958        | 1                   | Brigitte Simon-Marq et Charles Marq | 13                                     | Dossier IM08001377 |
| Église Saint-Pierre-Saint-Paul de Villenauxe-la-Grande | Villenauxe-la-Grande | Aube             | Grand Est        | 2005        | 24                  | David Tremlett                      |                                        | non                |
| Cathédrale Saint-Pierre-et-Saint-Paul de Nantes        | Nantes               | Loire-Atlantique | Pays de la Loire | 1968        | 2                   | Brigitte Simon                      |                                        | non                |